# Prosuberites psammophilus
Prosuberites psammophilus är en svampdjursart som först beskrevs av Gustavo Pulitzer-Finali 1986.  Prosuberites psammophilus ingår i släktet Prosuberites och familjen Suberitidae.
Artens utbredningsområde är havet utanför Dominikanska republiken. Inga underarter finns listade i Catalogue of Life.